# Aizenay
Aizenay – miejscowość i gmina we Francji, w regionie Kraj Loary, w departamencie Wandea.
Według danych na rok 1990 gminę zamieszkiwały 5344 osoby, a gęstość zaludnienia wynosiła 66 osób/km² (wśród 1504 gmin Kraju Loary Aizenay plasuje się na 78. miejscu pod względem liczby ludności, natomiast pod względem powierzchni na miejscu 13.).